# Station Bécon-les-Bruyères
Station Bécon-les-Bruyères is een spoorwegstation aan de spoorlijnen Paris-Saint-Lazare - Versailles-Rive-Droite en Paris-Saint-Lazare - Saint-Germain-en-Laye. Het ligt in de Franse gemeente Courbevoie in het departement Hauts-de-Seine (Île-de-France).

## Geschiedenis
Het station werd op 1 juli 1892 geopend nadat bij een peiling was gebleken dat er vraag naar was in de omgeving. In december 1943 werd het station geraakt door een geallieerd bombardement.

## Ligging
Het station ligt op kilometerpunt 5,708 van de spoorlijnen Paris-Saint-Lazare - Versailles-Rive-Droite (Groupe II) en Paris-Saint-Lazare - Saint-Germain-en-Laye (Groupe III).

## Diensten
Op het station stoppen verschillende treinen van Transilien lijn L:
- Tussen Paris Saint-Lazare en Cergy-le-Haut
- Tussen Paris Saint-Lazare en Nanterre-Université/Maisons-Laffitte
- Tussen en Saint-Cloud/Versailles-Rive-Droite/Saint-Nom-la-Bretèche - Forêt de Marly

## Vorige en volgende stations
| Richting                                                      | Vorig station       | Lijn    | Volgend station                            | Richting           |
| ------------------------------------------------------------- | ------------------- | ------- | ------------------------------------------ | ------------------ |
| Nanterre-Université of Maisons-Laffitte                       | Les Vallées         | Trans L | Asnières-sur-Seine                         | Paris Saint-Lazare |
| Cergy-le-Haut                                                 | Nanterre-Université | Trans L | Clichy - Levallois Paris Saint-Lazare      | Paris Saint-Lazare |
| Saint-Cloud                                                   | Courbevoie          | Trans L | Asnières-sur-Seine                         | Paris Saint-Lazare |
| Versailles-Rive-Droite Saint-Nom-la-Bretèche - Forêt de Marly | Courbevoie          | Trans L | Paris Saint-Lazare (of Asnières-sur-Seine) | Paris Saint-Lazare |